# كراش شوكي
كراش شوكي (الاسم العلمي: Ceratophyllus spinosus) هو نوع من الحشرات يتبع جنس الكراش من الفصيلة الكراشية.